# Gouvernement Soro IV
Pour les articles homonymes, voir Gouvernement Soro.
Seconde République
Soro III Ahoussou-Kouadio
Le gouvernement Soro IV est le treizième gouvernement de la Côte d'Ivoire. Il comprend 36 membres.

## Composition du gouvernement
- Premier ministre, ministre de la Défense : Guillaume Soro

### Ministres d'’État
- Ministre d’État, Garde des Sceaux, ministre de la Justice : Jeannot Ahoussou-Kouadio
- Ministre d’État, ministre de l’Intérieur : Hamed Bakayoko
- Ministre d’État, ministre des Affaires étrangères : Daniel Kablan Duncan
- Ministre d’État, ministre de l'Emploi, des Affaires sociales et de la Solidarité : Gilbert Koné Kafana
- Ministre d’État, ministre du Plan et du Développement : Albert Mabri Toikeusse

### Ministres
- Ministre de l’Économie et des Finances : Charles Koffi Diby
- Ministre de l’Industrie : Dosso Moussa
- Ministre des Infrastructures économiques : Patrick Achi
- Ministre des Mines, du Pétrole et de l’Énergie : Adama Toungara
- Ministre de la Santé et de la lutte contre le sida : Thérèse Aya N'Dri-Yoman
- Ministre de l’Éducation nationale : Kandia Kamissoko Camara
- Ministre de la Fonction publique et de la Réforme administrative : Konan Gnamien
- Ministre de l'Artisanat et de la promotion des PME : Sidiki Konaté
- Ministre de l’Enseignement Supérieur et de la Recherche Scientifique : Ibrahim Cissé Bacongo
- Ministre des Ressources animales et halieutiques : Kobena Kouassi Adjoumani
- Ministre de l’Agriculture : Sangafowa Coulibaly
- Ministre du Commerce : Dagobert Banzio (PDCI)
- Ministre de l’Enseignement technique et de la Formation professionnelle : Albert Flindé
- Ministre chargé des Droits de l'homme et des Libertés publiques : Gnénéma Mamadou Coulibaly
- Ministre de la Culture et de la Francophonie : Maurice Kouakou Bandama
- Ministre de la Famille, de la Femme et de l'Enfant : Raymonde Goudou Coffie
- Ministre de la Communication : Souleymane Coty Diakité
- Ministre de l’Environnement et du Développement durable : Remi Kouadio Allah
- Ministre du Tourisme : Charles Aké Atchimon
- Ministre de la Construction, de l'Assainissement et de l'Urbanisme : Mamadou Sanogo
- Ministre des Sports et Loisirs : Philippe Légré
- Ministre de la Poste et des Technologies de l'information et de la communication : Bruno Nabagné Koné
- Ministre des Transports : Gaoussou Touré
- Ministre des Eaux et Forêts : Clément Bouéka Nabo
- Ministre chargé de l'Intégration africaine : Adama Bictogo
- Ministre de la Promotion de la jeunesse et du Service civique : Alain Lobognon
- Ministre de la Promotion du logement : Nialé Kaba
- Ministre chargé des ex-Combattants et des Victimes de guerre : Mathieu Babaud Darret
- Ministre de la Salubrité urbaine : Anne Desirée Ouloto
- Ministre délégué auprès du Premier ministre chargé de la Défense : Paul Koffi Koffi